# Matthiola fruticulosa
Matthiola fruticulosa es una hierba perenne que crece en sitios secos y rocallosos de la cuenca mediterránea, salvo en Córcega y Cerdeña.

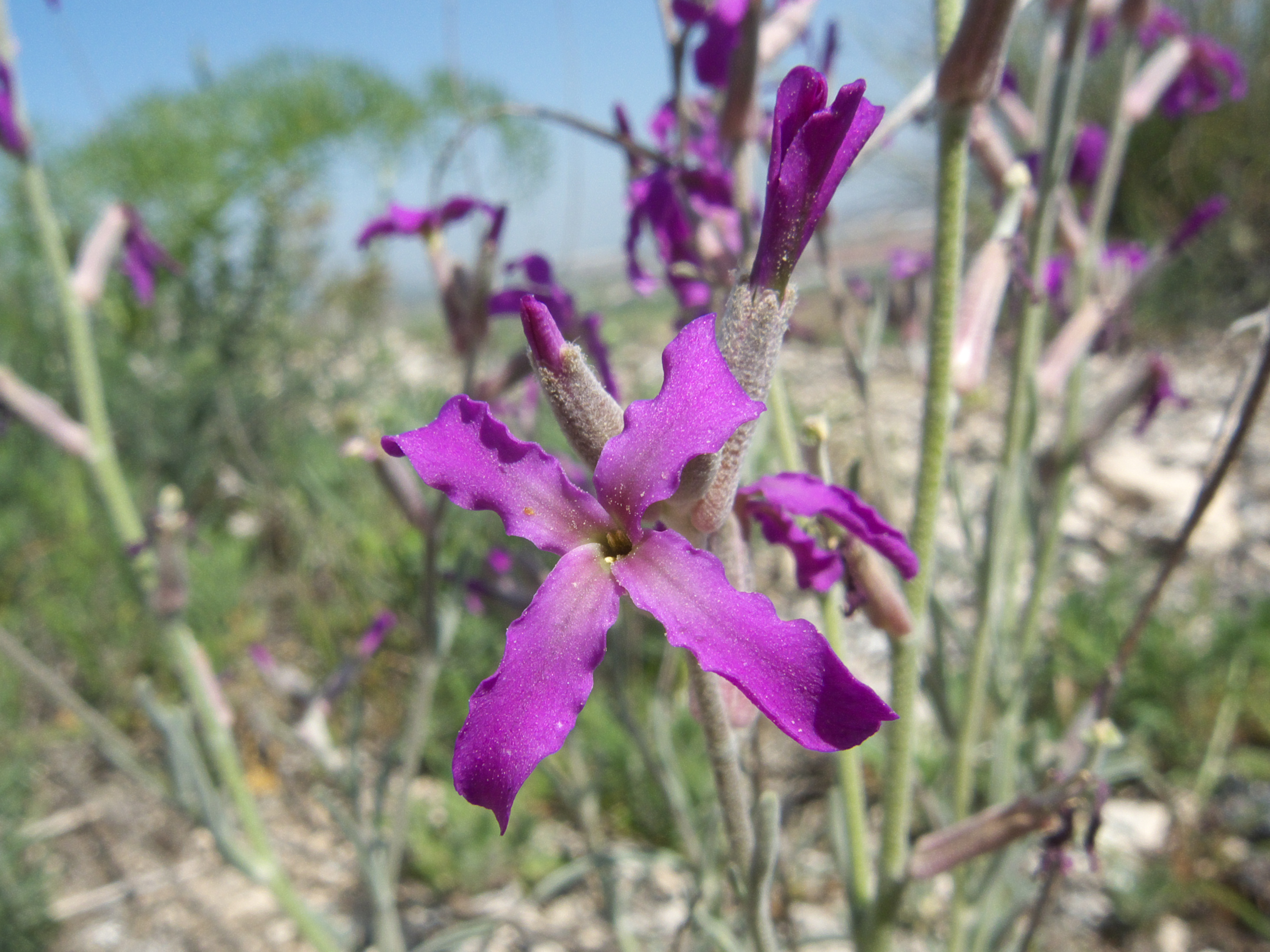
Detalle de la flor

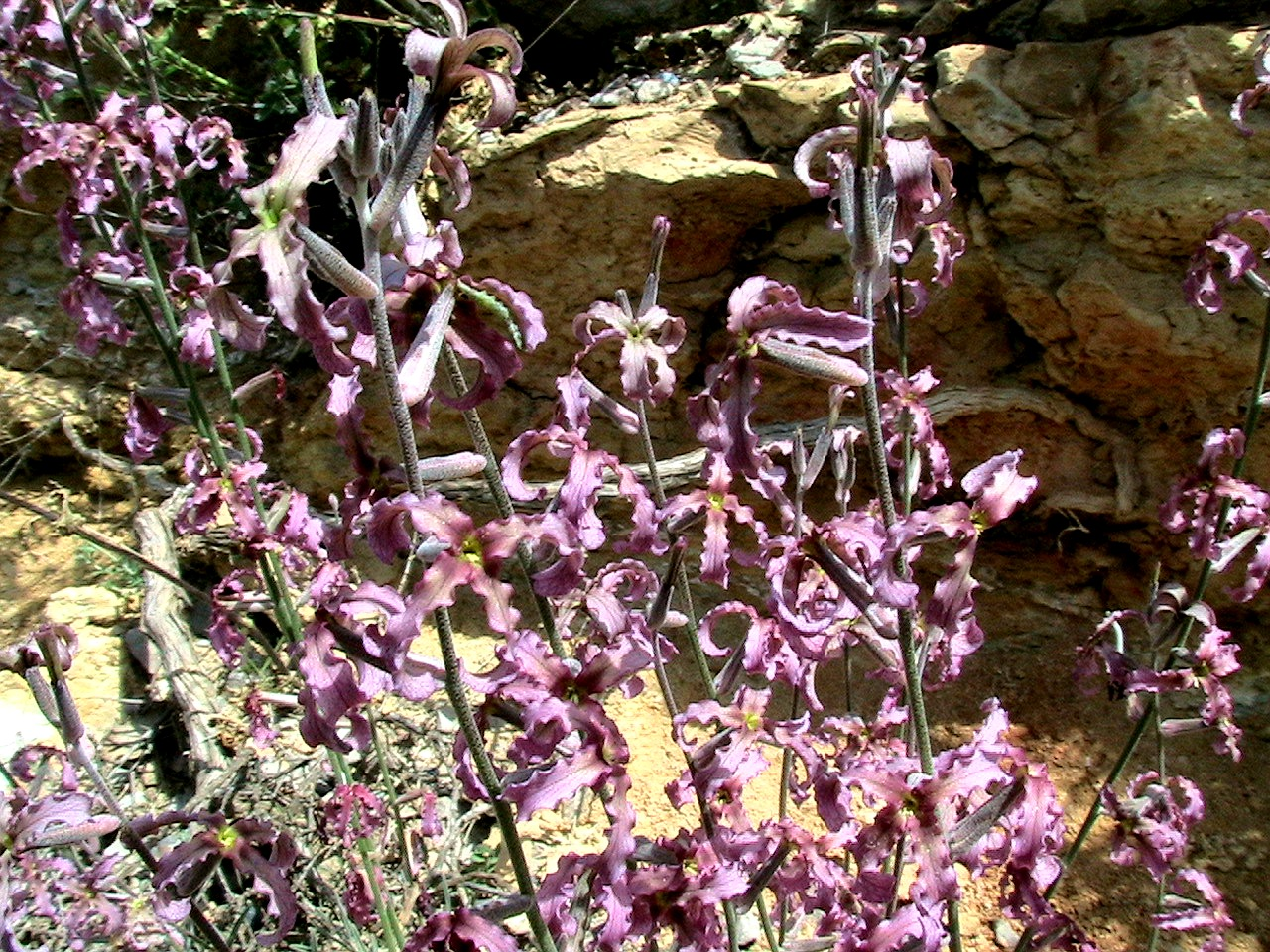
Flores con los pétalos típicamente ondulados

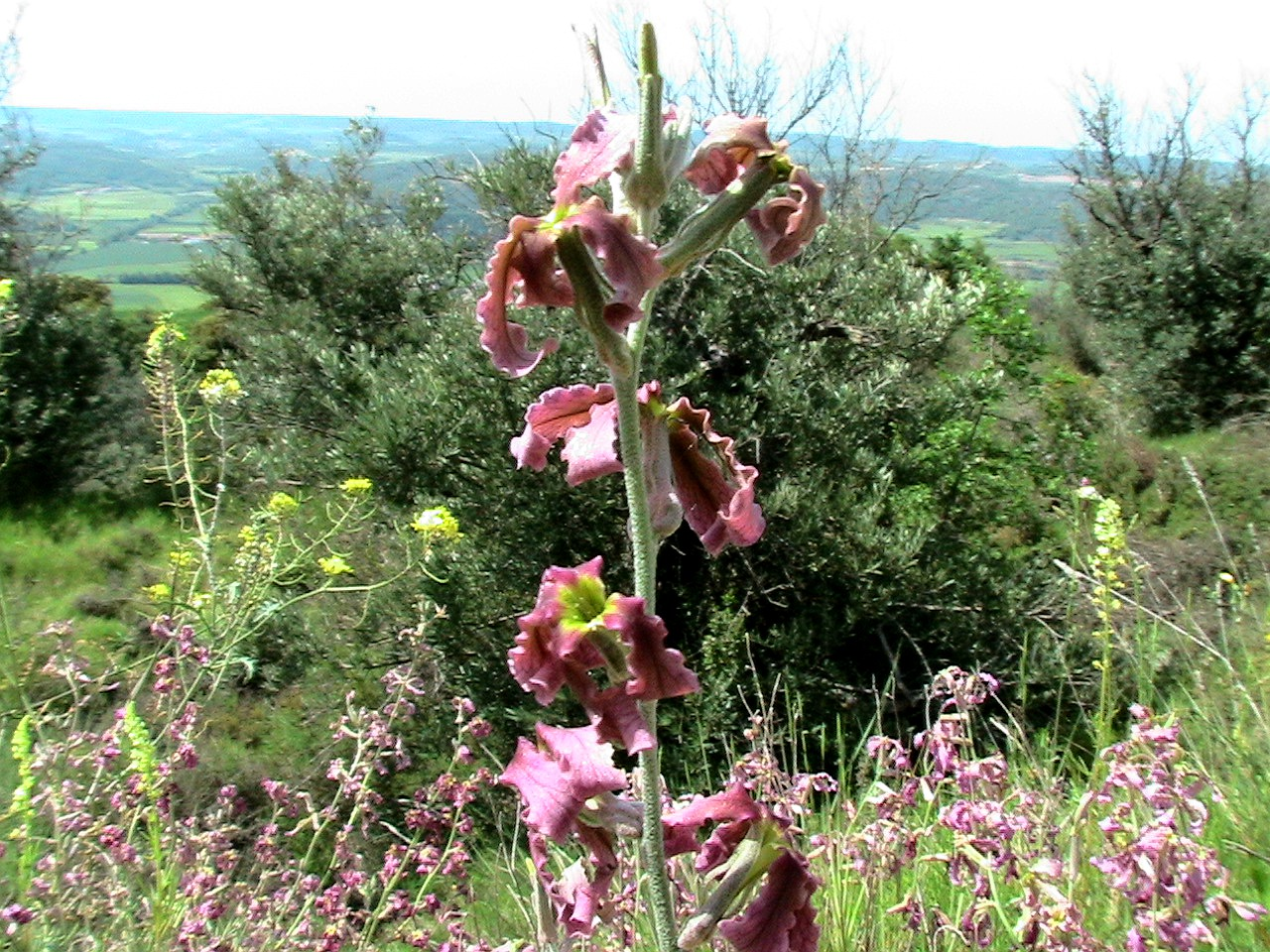
En su hábitat, en la comarca de La Segarra, en CataluñaFlores

## Descripción
Es una planta perenne, herbácea, subleñosa en la base, con tallos de entre 10 y 60 cm de altura cubiertos de densa pilosidad blanca. Las hojas son alternas, oblongas a lineares, de color verde grisáceo. Florece entre principios de primavera y mediados del verano, formando inflorescencias de flores amarillas a púrpura, pediceladas, con cuatro pétalos dispuestos en cruz de hasta 3 cm y sépalos de hasta 15 mm. El fruto es una silicua cilíndrica.

## Distribución  y hábitat
España, Portugal y Francia. En España se distribuye por zonas áridas, en zonas más lluviosas ocupa los suelos arenosos que se secan rápidamente y no permiten el crecimiento de otras plantas que requieren más humedad. Necesita suelos calcáreos o yesosos, no se encuentra sobre pizarras o granitos. Es común en las sierras interiores calcáreas, como el sistema Ibérico y las serranías béticas. Más escasa a medida que disminuye la aridez, alcanza el Prepirineo, parte de la sierra de Ávila, la cordillera Cantábrica, la Costa del Sol occidental y Baleares. Crece en tomillares, pastizales soleados, pradillos terofíticos, escombreras y márgenes de caminos, sobre calizas, arenas, margas yesíferas, en suelos pedregosos, pobres o inexistentes.

## Taxonomía
Matthiola fruticulosa fue descrita por (Loefl. ex L.) Maire y publicado en Catalogue des Plantes du Maroc 2: 311. 1932.
Etimología
Matthiola: nombre genérico que está dedicado al médico y botánico italiano Pietro Andrea Gregorio Mattioli.
fruticulosa: epíteto latino que significa "algo arbustiva".
Sinonimia
- Cheiranthus varius   Sm.   in Sibth. & Sm.   [1813]
- Matthiola fruticulosa Markgr. in Hegi [1959]
- Matthiola varia (Sm.) DC. [1821]
- Matthiola tristis (L.) R.Br. in W.T.Aiton [1812]
- Matthiola thessala Boiss. & Orph. in Boiss. [1867]
- Matthiola telum Pomel [1874]
- Matthiola stenopetala Pomel [1874]
- Matthiola provincialis (L.) Markgr. in Hegi [1959]
- Matthiola lunata ssp. leroyi Laínz [1958]
- Matthiola coronopifolia (Sm.) DC. [1821]
- Hesperis provincialis L. [1753]
- Cheiranthus tristis L. [1759]
- Cheiranthus coronopifolius Sm. in Sibth. & Sm. [1813]
- Hesperis angustifolia Lam. [1789]
- Cheiranthus fruticulosus Loefl. ex L.[3][4]

## Nombre común
- Castellano: algalia, alhelí, alhelí de campo, alhelí del campo, alhelí triste, hesperis que huele de noche, palomita.[5]